# 560 Delila
Az 560 Delila egy a Naprendszer kisbolygói közül, amit Max Wolf fedezett fel 1905. március 13-án.